# Gaële
Gaële est une chanteuse et artiste multidisciplinaire franco-canadienne née le 3 avril 1978 à Cluses dans les Alpes françaises.
Appartenant à la scène musicale francophone, elle est principalement connue au Québec où elle vit depuis 2000. Elle fait également carrière en France.

## Biographie
Gaële passe son enfance et son adolescence dans la région Rhônes-Alpes, où elle apprend le piano et le chant.
Après des études en musique classique en France, elle part étudier la musique populaire au Québec en 2000.
Elle remporte le concours du Festival en chanson de Petite-Vallée en tant qu'interprète en 2005.
À la suite de ses cours en composition de chansons, enseignés par Robert Léger (Beau Dommage) à l'Université du Québec à Montréal, Gaële se met à l'écriture de ses propres chansons, la menant à présenter son premier album, Cockpit, en 2007 .
Elle fait l'ouverture des spectacles de Richard Desjardins lors de la tournée Richard et sa guitare en 2008-2010.
En 2019, elle fait paraître le projet musical Partir à point, qui se décline en trois minialbums (Partir à point, volume 1, Partir à point, volume 2, Partir à point, volume 3) sur lesquels elle interprète les chansons d'auteurs-compositeurs québécois, accompagnée par des arrangeurs différents pour chaque chanson.
En 2021, elle sort un premier simple en duo avec Pat Bouchard sous le nom La Trêve. Elle collabore également avec Simon Blouin (BICHE) sur GAËLE&BICHE, un duo de musique instrumentale. 
En parallèle de sa carrière d'autrice-compositrice-interprète, Gaële écrit, compose et fait de la mise en scène pour d'autres artistes . 

### Vie privée
Depuis 2015, elle partage sa vie avec l'auteur et comédien Claude Legault.

## Discographie

### Carrière solo
- 2007: Téléscope
- 2010: Diamant de papier
- 2013 : Téléscope
- 2015: Ils marchent
- 2019: Partir à point, volume 1
- 2019: Partir à point, volume 2
- 2020: Partir à point, volume 3

### Avec GAËLE&BICHE
- 2023: Trop tard, La nuit blonde, Ha Long
- 2024: Jusqu'à maintenant

### Avec La Trêve
- 2021: Alerte rouge
- 2023: On se souviendra

## Distinctions
- 2005 : Festival International de la chanson de Granby: Prix de la meilleure présence sur scène, Prix Coup de Cœur « Zoom sur la relève »(événement produit par l’école du Show Business), Prix Coup de Cœur « Pully Lavaux à l’heure du Québec » (Spectacles en Suisse en juin 2006) [8]
- 2005 : Festival en chanson de Petite-Vallée : Prix Lauréat Interprète, Prix « le Grand 8 » (Tournée franco-québécoise), Prix du public, Prix Étoile-Galaxie, Prix Roseq[9]
- 2006 : Prix de la meilleure Interprète au Festival « Pully Lavaux à l’heure du Québec »
- 2008 : Prix de la meilleure Auteur-compositeur-interprète au Festival « Pully Lavaux à l’heure du Québec »
- 2008 : Prix Tremplin-Relève au festival français les « Déferlantes atlantiques de cap Breton »
- 2008 : Prix du Cirque du Soleil décerné lors des évènements RIDEAU 2008
- 2008 : Bourse du Maire de Montréal décernée lors du festival « Vue sur la relève »
- 2009 : Prix André « Dédé » Fortin de la fondation SPACQ[10]

## Chansons pour les autres
Depuis 2010, Gaële collabore à l'écriture et la composition d'oeuvres musicales pour d'autres artistes.
- 2008 : Garde-moi, musique pour Jipé Dalpé
- 2009 : Déposer les armes, Elle, Droit devant, Ma tête à off, Pourquoi, Tout ça pour ça, Sans mémoire, Entre nous, Pas le courage pour Marie-Pierre Arthur
- 2009 : Une minute, collaboration avec Damien Robitaille pour Line Renaud
- 2009 : Où vent nous mène , pour Alexandre Désilets
- 2010 : À travers tes mots, pour Cusson-Mervil-Montcalm
- 2010 : Six, pour Claire Pelletier
- 2012 : Par où commencer, paroles et musique pour Jipé Dalpé
- 2012 : Des goûts de luxe, musique pour Frédérick Baron
- 2012 : Partir ailleurs, adaptation francophone pour David Usher
- 2012 : Fil de soie, Si tu savais, All Right, Pour une fois, Encore là, Emmène-moi, Infidèles, Chacun pour toi, et À partir de maintenant pour Marie-Pierre Arthur
- 2013 : J'étais partie, chanson pour l'émission Les voix humaines, interprétée par Marie-Pierre Arthur
- 2014 : Bon à rien, pour Jipé Dalpé
- 2014 : Sans moi, pour Dominica Remola
- 2014 : Rembobine et Dernier pas, musique pour David Goudreault (album La faute au silence)
- 2015 : Chez moi, chanson pour la Fondation des Auberges du coeur, interprétée par Mathis Bouffard
- 2015 : Balade à la tristesse, pour Cherfunk
- 2015 : À quatre mains, pour Les jumelles Barabé
- 2015 : Rien à faire, Cacher l'hiver, Si l'aurore, Il, Comme avant, Silence, La toile, Papillon de nuit, Dans ma tête et Dis-moi, pour l'album Si l'aurore de Marie-Pierre Arthur [11]
- 2016 : Allez, pour Gardy Fury
- 2016 : Jusqu'au matin, pour Amylie
- 2016 : Mon amour, De profil, Je donnerais tout, Rideau de fer, Carnaval, Amour au noir, À genoux et Mi Buena Vida, pour Florence K
- 2017 : Âmes, pour Dju
- 2017 : Mira Mira pour Florence K
- 2018 : Tu sais déjà, pour Gabriella
- 2018 : Encore là, Hey Shérif, Mon frère et De bonne guerre, pour David Myles
- 2019 : Des feux pour voir, Dans tes rêves, Tiens-moi mon coeur, Les nuages tombent, La guerre et Faux, pour Marie-Pierre Arthur